# Elizabeth Duncan
Elizabeth Duncan (geboren als Mary Elizabeth Bioren Duncan, * 8. November 1871 in San Francisco, USA; † 1. Dezember 1948 in Tübingen) war eine US-amerikanische Tanzpädagogin.

## Leben und Wirken

### Die Schulgründung
Zusammen mit ihrer berühmten jüngeren Schwester Isadora Duncan gründete Elizabeth Duncan 1904 im Berliner Bezirk Grunewald  in der Trabener Straße 16 eine Internats-Tanzschule, in der ausgewählte Kinder kostenlos von frühester Jugend an insbesondere musisch-tänzerisch ausgebildet wurden. Körper, Seele und Geist der Schülerinnen sollten sich gleichermaßen entwickeln. „Bei der Aufnahme der Schülerinnen wird in nationaler und sozialer Beziehung kein Unterschied gemacht werden. Die Schule ist demokratisch und international. Auch vater- und mutterlose Kinder, wie Kinder von unbekannter Herkunft sind willkommen“, heißt es in einer Presseerklärung (abgedruckt u. a. in den Münchner Neuesten Nachrichten vom 11. November 1904). Der Unterricht wurde im Februar 1905 aufgenommen. Elizabeth Duncan, die im Gegensatz zu Isadora in der Schule lebte und die Verantwortung für den gesamten Schulbetrieb trug, wurde von den Kindern „Tante Miss“ genannt. Sie hatte in San Francisco laut Auskunft ihrer Mutter einst „much finer than Isadora“ getanzt, sich nach einem Unfall jedoch auf die Tanzpädagogik beschränken müssen.

### Der Förderverein
Isadora Duncan konnte mit ihren Auftritten und wegen ihrer eigenen hohen Schulden den Unterhalt des Internats nicht ausreichend finanzieren. Sie schrieb an den Vater ihrer ersten Tochter Deirdre, Edward Gordon Craig: „How Elizabeth goes along in this sort of an Inferno I don't know - She keeps up against it with really wonderful courage.“ Elizabeth Duncan gründete im Februar 1906 einen Verein zur Unterstützung und Erhaltung der Tanzschule von Isadora Duncan e. V., und zu den Förderern zählten u. a. der Komponist Engelbert Humperdinck, Helene von Harrach (geb. Gräfin von Pourtalés (1849–1940); 1868 verheiratet mit Ferdinand von Harrach eine Vertraute der Kaiserin) und der Schriftsteller Ernst von Wildenbruch. In mehreren Städten entstanden Zweigstellen, z. B. in Leipzig, Dresden, Frankfurt am Main, München, Hamburg, und Den Haag. Durch die Münchner Zweigstelle, 1927 ins Vereinsregister eingetragen, bestand der Verein bis 2010 unter dem Namen Elizabeth Duncan Gesellschaft e. V. und war der älteste Verein zur Förderung des künstlerischen Tanzes in Deutschland seiner Zeit.

### Stationen der Schule

Auch das Kavalierhaus Kleßheim diente von 1925 bis 1935 der Elizabeth-Duncan-Schule als Quartier

Für die Schule waren die Jahre 1906 bis 1911 eine unruhige und finanziell schwierige Zeit, in welcher 1908 das Berliner Gebäude aufgegeben (zunächst vermietet) werden musste und die Schule an verschiedenen Orten, u. a. in Paris, provisorische Unterkunft fand. Um 1909 einigten sich die Schwestern darauf, dass die eigentliche Schule allein von Elizabeth weitergeführt werden sollte und deswegen fortan Elizabeth Duncan-Schule heißen sollte. Isadora nahm anschließend mehrere Anläufe, in Frankreich und Russland eigene Schulen zu gründen, wozu sie sich die begabtesten Schülerinnen aus der ursprünglichen, nun von ihrer Schwester allein geleiteten Schule auslieh.

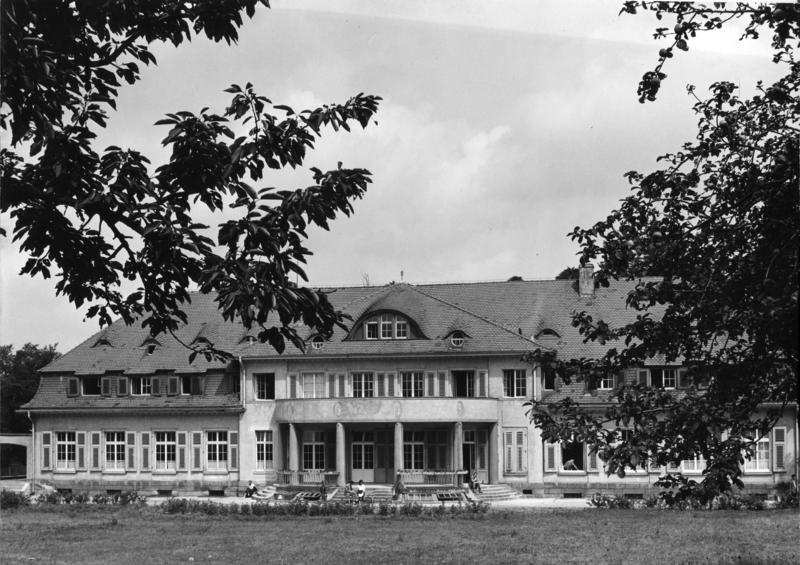
Das Schulgebäude in Darmstadt, 1957

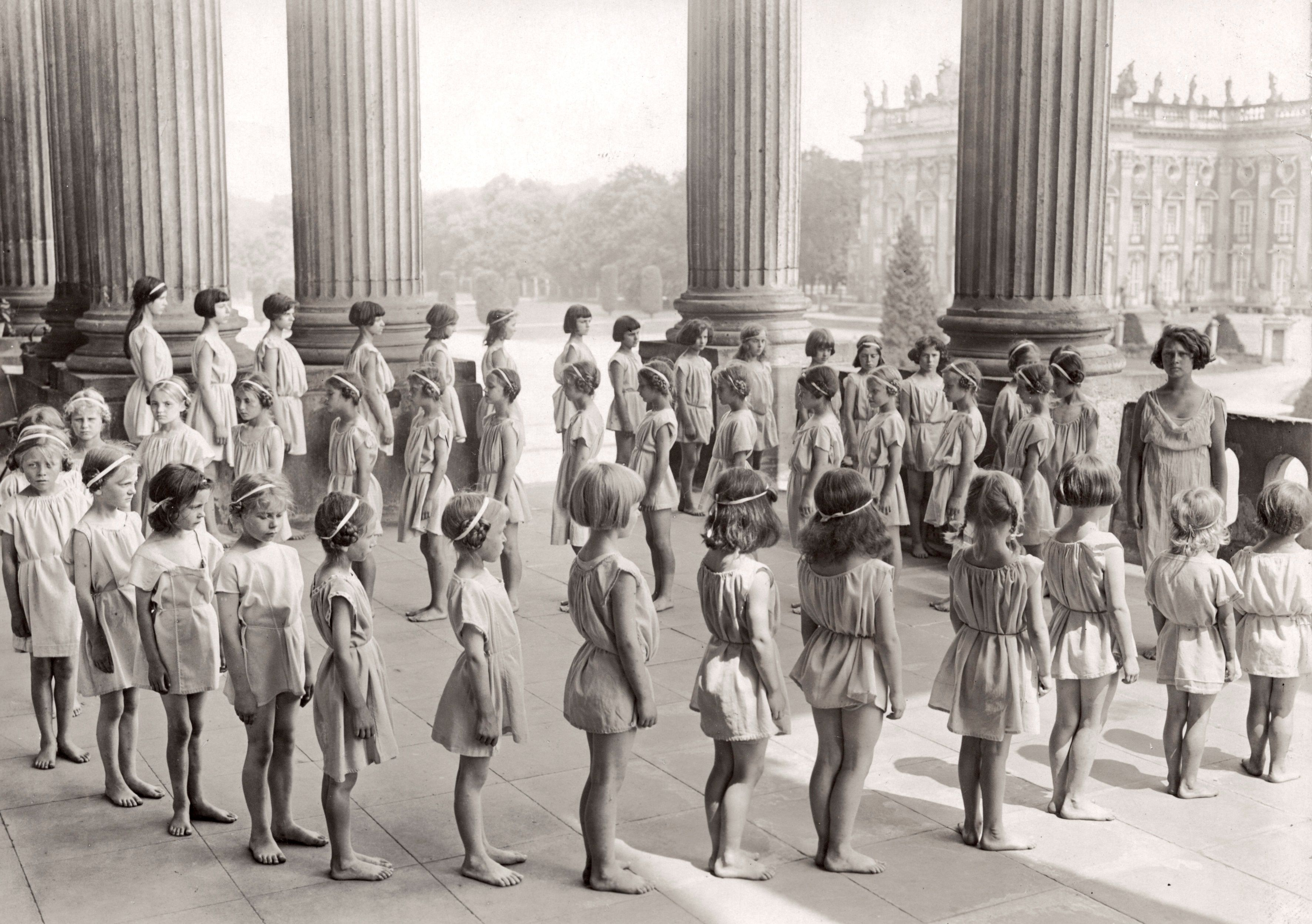
Tanzschülerinnen in den Communs des Neuen Palais im Park Sanssouci in Potsdam

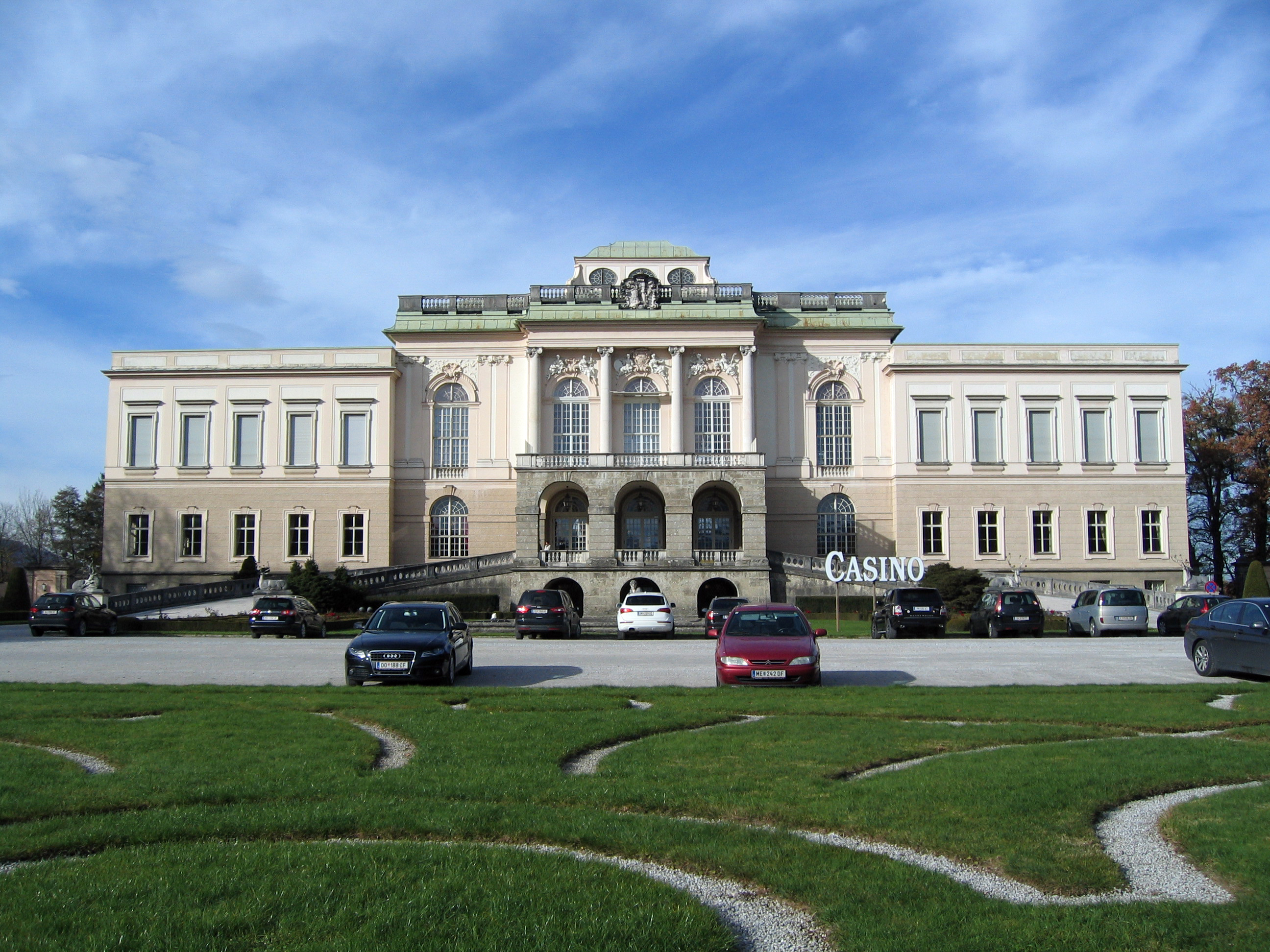
Von 1925 bis 1935 war Schloss Kleßheim in Salzburg Sitz der Elizabeth-Duncan-Schule

Durch die Förderung des Großherzogs Ernst Ludwig von Hessen und seiner Frau erhielt die Schule 1911 ein großzügiges eigenes Gebäude auf der Marienhöhe bei Darmstadt und hatte für kurze Zeit ideale Bedingungen für ihre Tätigkeit. Bei Beginn des Ersten Weltkriegs brachte Elizabeth die Schülerinnen, sofern sie nicht zu ihren Familien zurückkehrten, zunächst nach England, dann nach Amerika. Die Darmstädter Zeit und die Jahre in Tarrytown sind u. a. in den Memoiren der Schülerin Sonja Gaze (Nichte des Bildhauers und Zeichners Moissi Kogan, später Gattin des Komponisten Heino Gaze) beschrieben. Nach dem Ende des Weltkriegs und der Rückkehr der Schule nach Deutschland musste Elizabeth feststellen, dass das Gebäude durch „vaterländische Aktionen“ des Vereinsvorstandes für die Schule verloren war. Es folgten weitere unruhige Jahre für die Schule, mit der geplanten Ansiedlung der Schule in Hagen, was durch den frühen Tod des Förderers Karl Ernst Osthaus (1921) scheiterte, der Unterbringung in den Communs des Neuen Palais in Potsdam bis 1924 und schließlich der Ansiedlung im Schloss Klessheim bei Salzburg (1925–1935). Die durch ihren Vater vielleicht prominenteste Kurzzeit-Schülerin der Klessheimer Jahre war James Joyce’ Tochter Lucia Joyce, die im Sommer 1928 fünf Wochen lang einen Sommerkurs besucht hat. Aus heutiger Sicht vermutlich der prominenteste der wenigen männlichen Schüler der Zeit in Klessheim war Johannes Mario Simmel, der 1927 für mehrere Monate in der Duncan-Schule lebte. Die für die Duncan-Pädagogik bedeutendste Zeugin der Klessheimer Jahre dagegen war Lucia Burkiczak (1917–2013), von der damals Kinderfotos veröffentlicht wurden („die springende Lucy“) und die der Schule bis in die letzten Lebensjahre nahestand.
Im Jahr 1936 wurde das gesamte Institut in die Kaulbachstraße in München (bis Herbst 1943) verlegt und der Internats-Charakter aufgegeben. Im Krieg deponierte die Schule ihren Besitz an drei Stellen: in Stift Zwettl, in der Villa Gutmann in Baden bei Wien und in einer Garage in Freilassing, der Grenzstation bei Salzburg, und verlor dabei fast alles durch Plünderungen (auch Tagebücher Elizabeths und Kunstbesitz wie die Bronzefigur von Isadora des Bildhauers Constantin Starck). Einige Dokumente und Kunstwerke, die Elizabeth ihrem jüngeren Bruder Raymond für ein Isadora Duncan-Museum nach Paris ausgeliehen hatte, verbrannten im Privatbesitz seiner Familie in New York 1999. Ein kleiner Restbestand an Dokumenten der Tanzschule befindet sich im Deutschen Tanzarchiv Köln. Nach dem Krieg hatte die Elizabeth Duncan-Schule verschiedene Niederlassungen und Unterrichtsorte, u. a. im Schloss Mörlbach bei Icking im Isartal. Heute befindet sich das (eigene) Studio der Elizabeth Duncan-Schule in der Belfortstraße 5 in München (nahe Ostbahnhof) und wird von der von Hannelore Schick (1937–2008) gegründeten Duncan-Tanz-Stiftung erhalten.

### Leitung, Lehrkräfte und Filialschulen
Die Leitung der Schule hatte seit 1910 bis zu ihrem Tod 1948 allein Elizabeth Duncan inne, unterstützt seit 1907 von ihrem musikalischen Leiter Max Merz, einem Schüler von Robert Fuchs, und später von ihrer Assistentin Gertrud Drück. Vier der sechs wichtigsten Schülerinnen aus der Gründungszeit der Schule in Berlin, die von Isadora adoptiert wurden und den Familiennamen Duncan tragen durften, haben Filialschulen gegründet: Irma, Marie-Therese und Anna in Amerika und Lisa in Frankreich. Die Schülerin Anita Zahn, die von Darmstadt in die USA mitging, ist ebenfalls als Duncan-Pädagogin und Leiterin (ab 1925) einer (Elizabeth Duncan-)Filialschule von Bedeutung; Hauptvertreterin dieser Linie in den USA wurde anschließend Hortense Kooluris (1914–2007), und auch viele Duncan-Tänzer und -Pädagogen der jüngeren Generationen, darunter so prominente wie Jeanne Bresciani, erhielten ihren ersten Duncan-Unterricht bei Anita Zahn. Weitere Zweigschulen wurden in Saint-Germain-en-Laye bei Paris von Yvonne Berge sowie in Prag von Jarmila Jerabkova (heutige Leiterin: Eva Blazícková) gegründet. Die traditionsreiche Hauptschule in Deutschland leitete bis zu ihrem Tod die Gertrud-Drück-Schülerin Hannelore Schick (1937–2008). Seit Februar 2008 wird die Münchner Duncan-Schule von ihren Schülerinnen Astrid Schleusener (künstlerisch-pädagogische Leiterin), Angela Flesch und Marion Hollerung gemeinsam fortgeführt, unterstützt von Aribert Mog als musikalischem Leiter. Eine weitere Schülerin von Hannelore Schick und ehemalige Duncan-Tanz-Lehrerin aus der Münchner Duncan Schule ist Birgit Pittig. Sie tanzt und unterrichtet in Seeshaupt am Starnberger See bei München Contemporary Duncan Dance.